# Webicht

Karl Buchholz: Vorfrühling bei Weimar 1876; Hamburger Kunsthalle

Das Webicht ist eine Waldlandschaft im Stadtgebiet von Weimar in Thüringen. Es erstreckt sich nordöstlich der Stadt zwischen dem Ortsteil Tiefurt, der Bahnstrecke Halle–Bebra unweit der Webichtallee bis zum Ortsausgang an der Jenaer Straße am Lindenberg, wo sich auch das Forstamt befindet. Benachbart ist auch die Großmutterleite und damit die Parkvorstadt. Es besteht überwiegend aus Laubwald und zwar hauptsächlich aus Esche, Ahorn und Ulme. Zum Pflanzenbestand zählen zudem Gefleckter Aronstab, Hohler Lerchensporn, Wolfs-Eisenhut. Der Name lautete 1378 Webit oder Wepet, was so viel wie Morast bedeutet. Es ist auch forstwirtschaftlich nicht unbedeutend, was sich auch darin äußert, dass sich dort das Weimarer Forstamt befindet. Der Weg heißt Im Webicht. Ein Teilwaldstück nahe dem Schießhaus nennt sich Schießhaushölzchen. Ein anderes nennt sich Fuchsleite, an welches sich das Schießhaushölzchen anschließt. Die Fuchsleite liegt dem Webicht an der Tiefurter Allee gegenüber.

## Geschichte
In der Barockzeit war das Webicht ein beliebtes Jagdgebiet, in dem viele fürstliche Jagdveranstaltungen stattgefunden hatten. Von der Fasanerie ging der Jagdstern Webicht aus. Im Jahr 1778 hatte der Kartograph Franz Ludwig Güssefeld einen Plan des Webichts gezeichnet.
Das Webicht war ein beliebter Studienort der Weimarer Malerschule. So wurde z. B. Waldlandschaft (Webicht bei Weimar) 1875 von dem Maler Karl Buchholz gemalt, welcher von Lovis Corinth „das Genie der Weimarer Malschule“ genannt wurde. Das Werk befindet sich in der Gemäldesammlung im Lindenau-Museum in Altenburg unter der Inv.-Nr. 1142. Auch Christian Rohlfs ließ sich hiervon inspirieren.
In der Mitte des Webicht befand sich die 2011 abgerissene Fasanerie, die im Bezug zum Klassischen Weimar durch seine Nähe zu Schloss Tiefurt bzw. zu Kromsdorf steht. 
Von 1911 bis 1936 befand sich der Flugplatz Weimar-Lindenberg, auch Flugplatz „Neunzig Äcker“ oder „Flugplatz am Webicht“ genannt, an der südlichen Seite des Webicht. Zwischen dem Flugplatz und der Hauptstadt Berlin (Flugplatz Johannisthal) wurde die erste Fluglinie Deutschlands betrieben.
Das Webicht ist mit den als Endphaseverbrechen des Dritten Reiches bezeichneten Ereignissen verbunden.

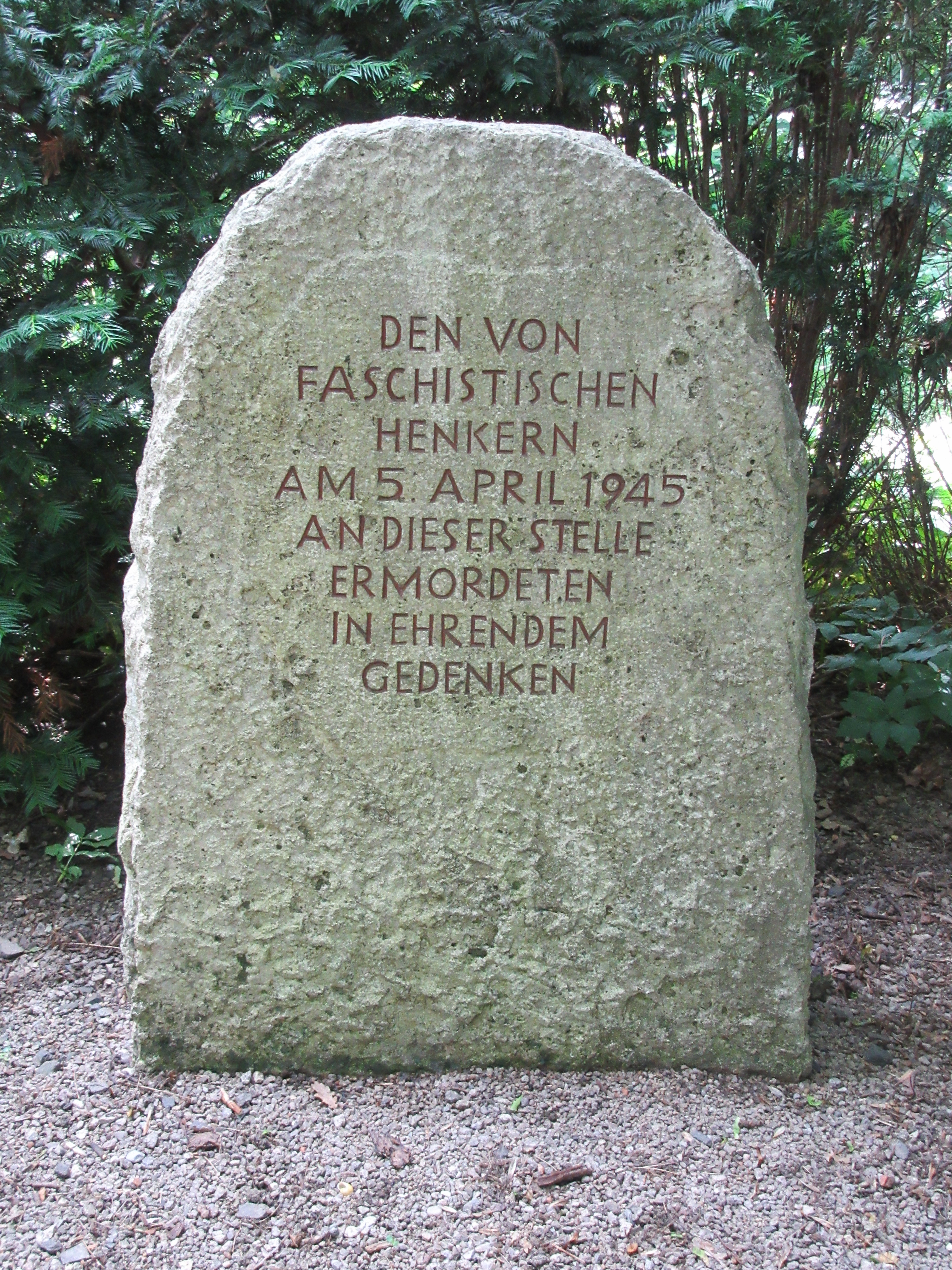
Gedenkstein (2016)

Neben dem angrenzenden Ortsteil Tiefurt mit seinem Schlosspark  verübte die Weimarer Gestapo unter der Leitung von SS-Obersturmbannführer Hans Helmut Wolff am 5. April 1945 vor der kampflosen Übergabe an die 80. Division der United States Army einen Massenmord an 149 Häftlingen (142 männliche und sieben weibliche). Die Erschießungen fanden einige hundert Meter weit entfernt vom heutigen Standort des Gedenksteines statt. Bei der Exhumierung der Toten konnten im Juli 1945 43 Personen namentlich identifiziert werden. Die Opfer wurden im Juli 1945 eingeäschert und im August 1946 in einem Grabfeld auf dem Weimarer Hauptfriedhof beigesetzt.
Der Gedenkstein wurde am 3. August 1963 im Webicht eingeweiht, aber später an die Tiefurter Allee nahe dem Ortseingangsschild Tiefurt versetzt, damit er seiner Funktion besser entsprechen konnte. Die Anlage ist heute (2016) jedoch fast zugewachsen und schwer zu finden.
Am Webicht bzw. der Großmutterleite oder der Webichtallee vorbei führt eine Eisenbahnstrecke über das Ilmviadukt, das als technisches Denkmal  bezeichnet wird. Es steht auch auf der Liste der Kulturdenkmale in Weimar. Das Webicht selbst steht auf der Liste der Kulturdenkmale in Weimar (Sachgesamtheiten und Ensembles).